# Jaromír Šimr
Jaromír „Jarda” Šimr (ur. 31 stycznia 1979 w Pilźnie) – czeski piłkarz występujący na pozycji pomocnika.

## Kariera klubowa
Šimr jest wychowankiem Viktorii Pilzno, klubu ze swojego rodzinnego miasta. Swoimi dobrymi występami przyciągnął uwagę działaczy Feyenoordu, którzy w 1995 roku zdecydowali się na jego zakup. W Feyenoordzie nie zagrał ani jednego meczu, podobnie jak w innym holenderskim klubie, RKC Waalwijk, którego zawodnikiem był w rundzie jesiennej sezonu 1999/00.
Pod koniec 1999 roku przeniósł się do klubu Eerstedivisie SBV Excelsior, gdzie występował przez 2 lata. W sezonach 1999/00 oraz 2000/01 strzelił łącznie w 61 meczach 20 goli, dzięki czemu jego klub grał dwukrotnie w barażach o awans do Eredivisie. W roku 2001 za 1,5 miliona euro kupił go grający w Eredivisie klub NEC Nijmegen, gdzie grał on do roku 2004. Dla NEC strzelił 6 goli w 90 występach. W latach 2005–2006 grał dla Amiki Wronki, dla której rozegrał 35 spotkań na poziomie I ligi. Po rozpadzie klubu powrócił do SBV Excelsior, gdzie zaliczył 30 ligowych meczów w których zdobył 3 bramki. W 2007 roku był on graczem Viktorii Pilzno, gdzie rozegrał 1 spotkanie.
W latach 2008–2018 występował w amatorskich klubach Senco Doubravka, Spartak Chrást, Slavoj Kolovec oraz Plzen Bukovec, po czym zakończył grę w piłkę nożną.

## Kariera reprezentacyjna
W 1994 roku zaliczył 2 występy w reprezentacji Czech U-15. W 1995 roku uczestniczył w Mistrzostwach Europy U-17 rozgrywanych w Belgii, gdzie Czechy po 3 zwycięstwach w fazie grupowej odpadły w ćwierćfinale turnieju po porażce 0:2 z Niemcami.